# The Turkish Gambit
The Turkish Gambit (título original en ruso: Турецкий гамбит) es una película histórica de 2005 basada en a novela del mismo nombre del autor Boris Akunin. En la cinta aparece el más famoso personaje creado por Akunin, el detective Erast Fandorin. Fue dirigida por Dzhanik Fayziev, escrita por el propio Akunin y coproducida entre Rusia y Bélgica. Protagonizada por Marat Basharov, Yegor Beroyev y Olga Krasko, The Turkish Gambit fue un éxito de taquilla en Rusia, aunque contó con una tibia recepción de parte de la crítica especializada.

## Sinopsis

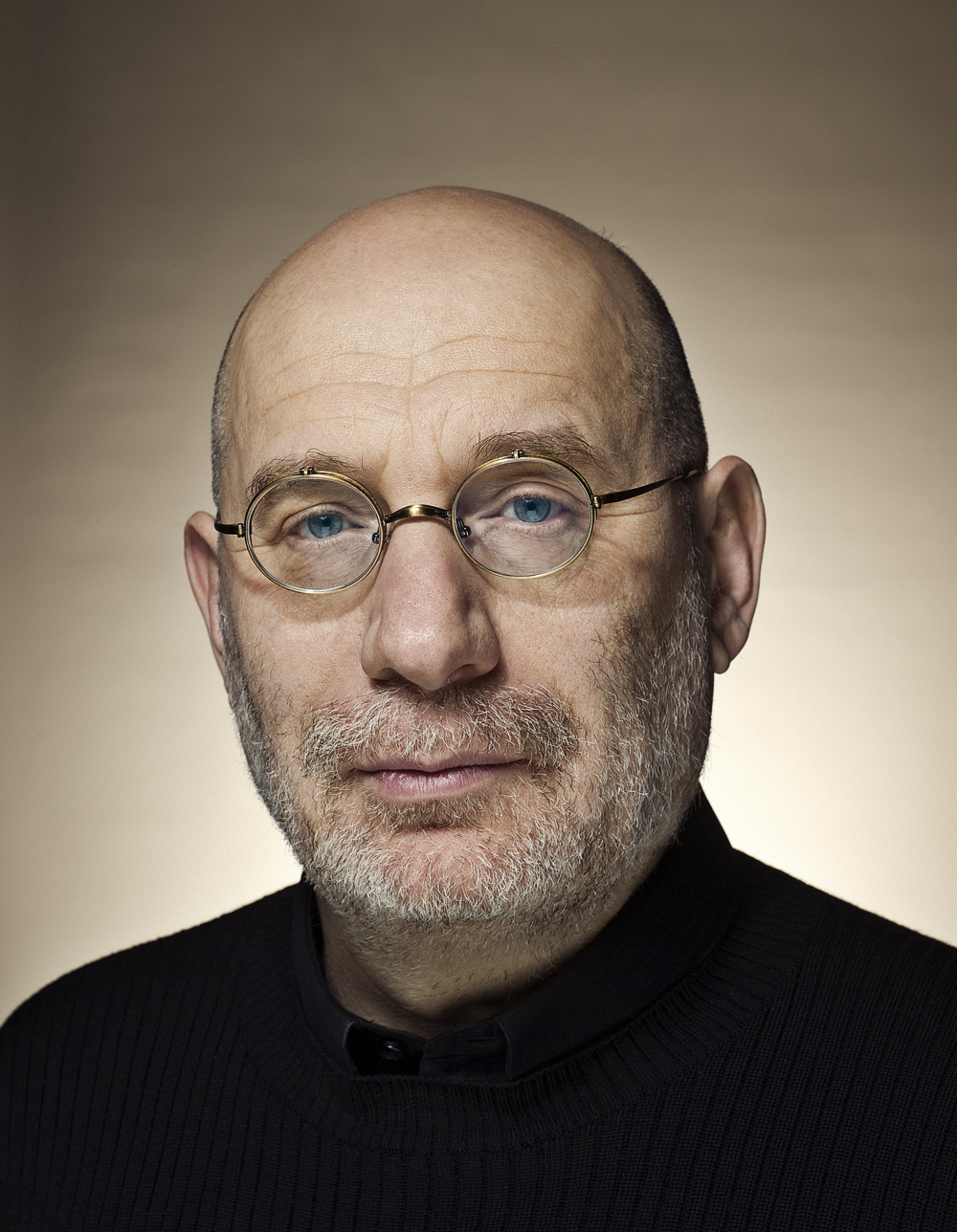
Boris Akunin, creador de la novela, se encargó de aportar el guion para la adaptación cinematográfica.

La película se desarrolla en Bulgaria durante la Guerra ruso-turca (1877-1878). Erast Fandorin es puesto tras la pista de un agente turco que está tratando de interrumpir el avance ruso durante el sitio de Pleven. El agente, conocido como Anwar, es un maestro del disfraz y tiene un excelente dominio del ruso, por lo que no le será tan fácil al astuto y mordaz Fandorin seguirle el rastro.

### Cambios con relación a la novela
- A diferencia del final del libro, donde el corresponsal francés d'Hervais es expuesto como Anwar disfrazado, en la película Anwar resulta ser un capitán ruso aparentemente torpe y estúpido.
- En el libro, a diferencia de la película, Fandorin no escapó aferrándose a un carruaje, sino que fue liberado por el gobernador de Vidin, Yusuf Pasha, después de ganar una apuesta.
- La escena en la que Varvara y Fandorin volaron en el globo nunca tuvo lugar en el libro y Varvara no tuvo ningún papel en el descubrimiento de las debilidades de las defensas turcas.
- La escena en la cueva con el Teniente Luntz no tuvo lugar en el libro. El personaje homosexual de Luntz fue creado para la película. La naturaleza homosexual de Kazanzaki nunca se menciona en el filme. De hecho, a Fandorin nunca le disparó Anwar Effendi en el libro.
- En el libro, la evidencia de la participación del Coronel Lukan en la traición fue encontrada en él y no en su tienda como en la película.
- El coronel Lukan fue asesinado en un duelo en el que se utilizaron sables en lugar de pistolas.
- El libro se refiere a tres ataques fallidos contra Pleven. La película sólo muestra dos.
- En el libro, cuando Fandorin se entera de los planes de Osman Pasha de "rendirse", se apresura en encontrar a Sobolev para instarlo a atacar Pleven y no al punto de encuentro de los enviados turcos.
- En la película, Fandorin fue a Estambul y al final se presentó vestido de turco. En el libro nunca fue a Estambul y llegó vestido con prendas europeas convencionales.
- En la película, Fandorin se alegró de ver a su viejo amigo el conde Zurov cuando éste llegó por primera vez, mientras que en el libro Zurov y Fandorin no eran amigos cercanos y la primera reunión en la tienda de campaña fue bastante fría.[6][7]

## Reparto
- Egor Beroev es Erast Fandorin.
- Olga Krasko es Varvara Suvorova.
- Marat Basharov es Gridnev.
- Vladimir Ilyin es el General Mizinov (personaje basado en Nikolay Mezentsov).
- Dmitriy Pevtsov es Zurov.
- Viktor Verzhbitsky es Lukan.
- Aleksandr Baluev es el General Sobolev (personaje basado en Mikhail Skobelev).
- Aleksey Guskov es Kazanzaki.
- Gosha Kutsenko es Ismail-Bey.
- Andrey Krasko es el oficial.
- Leonid Kuravlyov es el mayor retirado.
- Yevgeni Lazarev es Alejandro II de Rusia.
- Didier Bienaimé es D'Hevrais.
- Viktor Bychkov
- Sergey Gazarov es el gobernador.
- Aleksandr Lykov es Perepyolkin (personaje basado en Aleksey Kuropatkin).
- Anatoly Kuznetsov
- Andrey Rudensky
- Valdis Pelsh
- Daniel Olbrychski es McLaughlin (personaje basado en Januarius MacGahan).
- Miki Iliev
- Raicho Vasilev es el guardaespaldas.
- Aleksandr Aleksandrov es el agente secreto.
- Daniel Rashev

## Anacronismos
En la escena inicial, al fondo, un hombre reza una oración en turco. Dice: "Viva la República Turca". Sin embargo, la República Turca no se establecería hasta 1922, muchas décadas después de la fecha en la que se desarrolla la película.